# Peter Brock (Schriftsteller)
Peter Brock (* 6. August 1916 in Bismarckhütte als Rudolf Brock; † 28. September 1982 in Teltow) war ein deutscher Schriftsteller, der auch das Pseudonym Peter Korb verwendete.

## Leben
Peter Brock studierte zunächst Germanistik und danach am Johannes-R.-Becher-Institut in Leipzig. Er arbeitete als Lektor im Mitteldeutschen Verlag in Halle und wohnte ab 1960 in Teltower Ortsteil Seehof. Seine Laufbahn begann er mit der Dramatisierung literarischer Vorlagen für verschiedene Fernsehfilme, an denen er gelegentlich als Nebendarsteller mitwirkte, so übernahm er 1965 in Lots Weib die Rolle des Schöffen.
Brock schrieb mehrere Kinderbücher, von denen Gestatten – Oskar (Erzählungen über einen besonders frechen Schüler) das bekannteste war, aber auch Der kleine Kuno (kleiner Junge reißt von zu Hause aus, um herauszufinden, was die Erwachsenen nachts machen, und landet in einem Paul-Robeson-Konzert) und Die Wunderbrille (schlechter Schüler bekommt eine Brille, mit der er um die Ecke sehen kann) waren sehr beliebt. Der kleine Kuno kam zuerst 1959 als DEFA-Film von Kurt Jung-Alsen heraus.
Brock war mit Rut Brock verheiratet, der er auch sein Kinderbuch Ich bin die Nele widmete. Es wurde 1978 unter dem Titel Ein Sonntagskind, das manchmal spinnt verfilmt.

## Publikationen (Auswahl)
- Die Jagd nach dem Heiligen Johannes, Verlag E.Löpfe-Benz, Rorschach 1937, DNB 57277169X[2]
- Paddy Glück, Theaterstück, VEB Hofmeister, 1960, DNB 450631524
- Küßchen und der General, Roman, Kinderbuchverlag Berlin, Berlin 1961, DNB 450631532 (im selben Jahr von Wolfgang Bartsch verfilmt)
- Der kleine Kuno, Kinderbuchverlag Berlin, Berlin 1963, DNB 450631540
- Die Wunderbrille, Kinderbuchverlag Berlin, Berlin 1964, DNB 450631575
- Spiel doch Klavier, Jeannette, Kinderbuchverlag Berlin, Berlin 1966, DNB 456198458
- Gestatten – Oskar, Kinderbuchverlag Berlin, Berlin 1969, DNB 456198431 (Neuauflage im LEIV, Leipzig 2008)
- Ich bin die Nele, Kinderbuchverlag Berlin, Berlin 1975, DNB 760337543 (Neuauflage im LEIV, Leipzig 2007; auch auf CD, gelesen von Petra Schmidt-Schaller, 2009)
- Bine und die Parkoma, Kinderbuchverlag Berlin, Berlin 1978, DNB 790266385
- Das Zaubertelefon, Kinderbuchverlag Berlin, Berlin 1980, DNB 202865428

## Filmografie
- 1959: Der kleine Kuno
- 1961: Küßchen und der General
- 1965: Lots Weib
- 1978: Ein Sonntagskind, das manchmal spinnt

## Hörspiele
- 1968: Der verwettete Hund – Regie: Joachim Gürtner (Hörspielreihe: Neumann, zweimal klingeln – Rundfunk der DDR)
- 1969: Die Verlobung – Regie: Joachim Gürtner (Hörspielreihe: Neumann, zweimal klingeln – Rundfunk der DDR)
- 1970: Der eigene Herd – Regie: Joachim Gürtner (Hörspielreihe: Neumann, zweimal klingeln Nr. 27 – Rundfunk der DDR)

## Als Herausgeber (Auswahl)
- Fröhlicher Dorfabend, 1954
- Wunderweiße Nacht (zusammen mit Rut Brock), Berlin 1955
- Wenn das Eis bricht, 1955

## Auszeichnungen
- 1973 Theodor-Fontane-Preis des Bezirks Potsdam
- 1977 Alex-Wedding-Preis[3]